# Яков Линд
Яков Линд (на немски: Jakov Lind) е литературен псевдоним на Хайнц Ландвирт (на немски: Heinz Landwirth). Той е австрийски и британски писател, драматург и художник от еврейски произход.

## Биография
Яков Линд е син на еврейско семейство и израства във Виена, където прекарва първите си училищни години. Когато през 1938 г. родителите му емигрират в Палестина, Линд е евакуиран с детски траспорт в Нидерландия. Впоследствие там и в Националсоциалистическа Германия живее под прикритие.
През последните години от Втората световна война – от 1943 до 1945 г. – работи под чуждо име като юнга на кораб-влекач по Рейн, а малко преди края на войната става куриер в отдел на Имперското министерство на въздухоплаването.
След края на войната през 1945 г. емигрира в Палестина и намира препитание като общ работник – рибар, зидар, продавач на портокали), фотограф, детектив, журналист, преводач и асистент-режисьор.
През 1950 г. Линд се завръща през Амстердам във Виена и 2 години се обучава в семинара на Макс Райнхард. През 1954 г. се преселва в Лондон и се установява там, като за кратко пребивава в Ню Йорк и в селището на артистите Дейя на остров Майорка.
Линд предприема нови пътувания в Израел, Скандинавия, Франция и Италия. Става гост-професор по Creative Writing в американски университети. През 1962 г. чете свои творби пред свободното литературно сдружение Група 47 и по-късно на няколко пъти е канен като гост.
Яков Линд пише и на английски, като сам превежда творбите си от английски на немски.
От началото на 1970-те години Линд се занимава активно с рисуване (акварел), има многобройни изложби и изнесени лекции.

### Проза
- Das Tagebuch des Hanan Edgar Malinek, 1949
- Eine Seele aus Holz, Erzählungen, 1962, 1984
- Landschaft in Beton, Roman, 1963, 1997
- Eine bessere Welt. In fünfzehn Kapiteln, Roman, 1966
- Muttersprache, 1970
- Selbstporträt, 1970, 1997
- Israel. Rückkehr für 28 Tage, 1972
- Nahaufnahme, 1973, 1997
- Der Ofen. Eine Erzählung und sieben Legenden, 1973
- Reisen zu den Enu. Die Geschichte eines Schiffbruchs, 1983
- Der Erfinder. Ein Roman in Briefen, 1988, 1997
- Im Gegenwind, 1997

### Радиодрама
- Anna Laub, 1964
- Das Sterben der Silberfüchse, 1965
- Hunger, 1967
- Stimmen, 1970
- Safe, 1974
- Die Nachricht, 1975
- Auferstehung, 1985
- Perfekte Partner, 1997

### Театрални пиеси
- Die Heiden, 1964
- Ergo, 1997